# Soo (film)
Pour les articles homonymes, voir Soo.
Pour plus de détails, voir Fiche technique et Distribution.
Soo (수) est un film sud-coréen réalisé par Yōichi Sai, sorti en 2007.

## Synopsis
Soo, un assassin de légende, recherche son frère jumeau dont il a été séparé à l'orphelinat. Mais celui-ci, devenu policier, est assassiné par un gang. Soo décide de le venger.

## Fiche technique
- Titre : Soo
- Titre original : 수
- Réalisation : Yōichi Sai
- Scénario : Lee Joon-il, Lee Seung-hwan et Yōichi Sai
- Musique : Lee Byung-woo
- Photographie : Kim Seong-bok
- Montage : Lee Eun-su
- Production : Shin Beom-su et Hwang In-tae
- Société de production : Trizclub
- Pays :  Corée du Sud
- Genre : Action, drame et thriller
- Durée : 122 minutes
- Dates de sortie : 
  -  Corée du Sud : 22 mars 2007

## Distribution
- Ji Jin-hee : Soo / Tae-soo
- Kang Seong-yeon : Kang Mi-na
- Oh Man-seok : Spotted Killer
- Lee Ki-young : Nam Dal-goo
- Moon Sung-keun : Goo Yang-won

## Box-office
Le film a rapporté 1 275 162 dollars au box-office.